# Square du Val de la Cambre
Pour les articles homonymes, voir La Cambre.
Le square du Val de la Cambre (en néerlandais : Ter Kamerendalsquare) est un square situé à Ixelles, une des 19 communes de Bruxelles.

## Situation
Cette voie s’ouvre après le n° 48 de l’avenue Émile Duray et débouche à hauteur du n° 169 de l’avenue de l'Hippodrome.

## Historique
Les projets de création remontent à 1925, les travaux de percement et d’édification des immeubles furent bien menés à bien entre 1928 et 1932 par la Compagnie Générale Immobilière. Il s’agit à l’origine d’une voie privée, récemment intégrée à la voirie publique.
Stanislas-André Steeman, le fameux auteur belge de romans policiers, y écrivit au n°21, L'assassin habite au 21. C’est également là que son fils, l’humoriste Stéphane Steeman, passa une partie de sa jeunesse.
Au square du Val de la Cambre, l’emploi de la brique de Boom prédomine et les différents styles adoptés, néo-médiéval, baroque et même moderniste pour les bâtiments à l’entrée vers l’avenue Émile Duray, ne nuisent en rien à l’homogénéité de l’ensemble.
Le Guide Anspach de 1941 décrit cet ensemble comme une petite voie curieuse, deux fois coudées, qui fait penser à quelques bibelot luxueux et artificiel. Ce jugement un peu sévère ne rendant pas grâce à cette réalisation d’Adrien Blomme (1878-1940) qui conçut le plan général ainsi que le dessin de plusieurs façades. On lui doit d’ailleurs la conception des brasseries Wielemans–Ceuppens à Forest et celle du cinéma Métropole dans le centre de Bruxelles-ville.

## Entrée du square

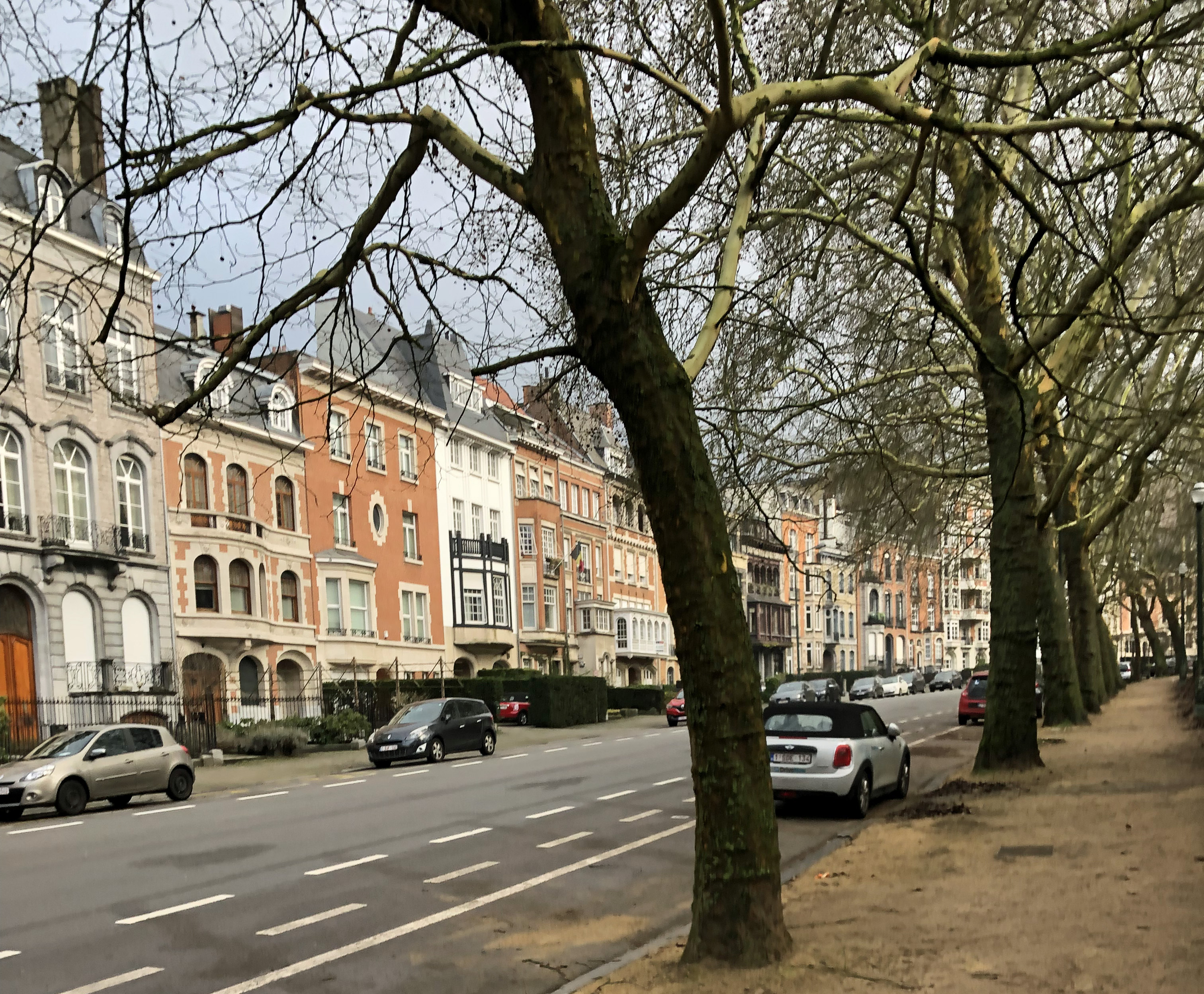
par l'avenue Émile Duray